# 제다 타워
제다 타워(아랍어: برج جدة 부르즈 지다[*], 영어: Jeddah Tower) 또는 킹덤 타워(아랍어: برج المملكة, 영어: Kingdom Tower)는 사우디아라비아 지다에 건설 중인 마천루이다. 지상 168층의 초고층 빌딩이지만 첨탑 높이를 포함하면 높이가 1008m에 달해, 세계 첫번째로 1km가 넘는 극초고층 빌딩이 될 예정이다. 사우디아라비아 정부가 추진하고 있는 제다 경제 구역의 상징이자 가장 큰 관광지가 될 것으로 보인다.
설계도 초안에는 1마일(1600m)에 달하는 높이로 지으려 했으나, 지반이 약하여 그 크기가 1km로 낮아졌다. 부르즈 할리파를 지은 미국인 건축가에 의해 설계되었으며, 다양한 독특한 디자인들을 가지고 있다. 사우디아라비아 국왕의 조카에 의해 총괄되는 공사이고, 2013년 4월 1일 착공했으며 완공년도는 미정이다. 2018년을 기준으로 공사가 중단되어 5년동안 아무런 움직임도 없고 다시 건설을 할 계획도 없는것으로보여 공사를 취소하기도 다시 재개하기도 애매한 상황이다. 만약 공사를 중지하지 않고 공사를 진행했다해도 여태까지의 속도로는 2032년 후반이되야 완공된다. 당장 작성일 기준인 2023년 5월 13일 기준으로 공사를 재개해도 완공 예상일은 2038년 초순이다. 하지만, 올해 2023년 9월공사를 재개했다. 2030년 세계 박람회도 사우디아라비아로 확정됐기 때문에, 예전 공사속도와 달리 더 빠른속도로 공사를 할것으로 보인다. 약 2배정도 속도로 공사하면 2028년 초반에 완공될것으로 보인다.

## 개요
1956년 무렵부터 사우디아라비아 왕실에서 구상하고 있던 빌딩으로 초기에는 1마일(약 1.6 km)의 높이로 건설할 계획이었으나 이후 계속 보류되었고, 최종적으로 사업을 본격적으로 착수하던 2011년에 지상 1km의 높이로 건설하기로 하였다. 하지만 이 1km의 높이도 워낙 높기 때문에, 현재 가장 높은 건물인 부르즈 할리파보다도 180m나 높다. 제다 타워는 사우디 정부가 추진하고 있는 제다 경제 구역의 3단계 경제개발계획의 일부이다. 이 경제계발계획은 5.2제곱킬로미터의 황무지에 거대한 도시를 짓는 것을 포함하고 있는데, 이 계획을 실행하는 데 200억 달러가 소요되며, 모두 10년이 넘는 세월이 필요할 것으로 예상된다.
개발 계획은 제다 신도시를 짓는 것에 중점을 두고 있다. 계획의 2단계는 도시 내의 인프라 구축이고, 아직까지 3단계의 구체적인 내용은 아직까지 알려진 바 없다.
제다 타워는 내부에 포시즌스 호텔, 아파트, 사무실, 고급 콘도들을 들일 예정이다. 또한 세계에서 가장 높은 전망대도 이곳에 설치될 예정이다. 제다 경제 구역이 현재 제다 도심과 어느정도 거리를 두고 있기 때문에, 이 경제 구역이 어느 정도까지 확장될 수 있을지는 아직 미정이다.
제다 타워의 기본적인 구조는 부르즈 할리파를 지은 미국 시카고의 건축가에 의해 지어졌다. 2011년 8월 11일에, 사우디 빈라딘 그룹이 제다 타워의 건축에 투자를 승인했다는 발표가 나왔으며, 제다 타워를 짓는 데 총 63달이 걸릴 것으로 예상되었다. 건설 비용은 착공당시인 2013년 12억 3천만달러(한화 약 1조 3200억 (착공당시 기준))이다. 2013년, 사우디아라비아 제다에 본격적으로 착공하였다.

## 내부 시설
| 168-158 | 기계실,전망대               |
| 157     | 전망대                      |
| 156-155 | 호텔 레스토랑               |
| 154     | 호텔 스파                   |
| 153-144 | 호텔 객실                   |
| 143-141 | 기계실                      |
| 140     | 호텔 객실, 피난 장소        |
| 139-127 | 호텔 객실                   |
| 126-125 | 호텔 로비                   |
| 124-115 | 호텔 객실                   |
| 114     | 기계실, 피난 장소           |
| 113-104 | 주거                        |
| 103     | 주거, 피난 장소             |
| 102-94  | 주거                        |
| 93      | 주거 로비                   |
| 92-90   | 기계실                      |
| 89      | 피난 장소                   |
| 88-80   | 사무실                      |
| 79      | 피난 장소                   |
| 78-67   | 사무실                      |
| 66-65   | 스카이 로비                 |
| 64      | 피난 장소                   |
| 63-51   | 사무실                      |
| 50-48   | 기계실                      |
| 47      | 피난 장소                   |
| 46-35   | 사무실                      |
| 34-33   | 스카이 로비                 |
| 32-29   | 기계실                      |
| 28-18   | 사무실                      |
| 17-16   | 기계실                      |
| 15-6    | 사무실                      |
| 5-3     | 기계실                      |
| 2       | 쇼핑몰                      |
| 1       | 로비                        |
| B1      | 천문대 입구, 상점, 레스토랑 |
| B2      | 주차장, 기계실              |

## 경과
2011년:제안
2013년 4월 1일:착공
2018년 7월 12일:사실적 공사중단 (높이 266m, 66층)
2020년:공식적 공사중단 발표, 완공계획 무산
2023년 4월 1일:착공 10주년
2023년 9월: 공사 재개 발표
2024년 10월: 공사 재개
2028년 10월: 완공예정

## 갤러리

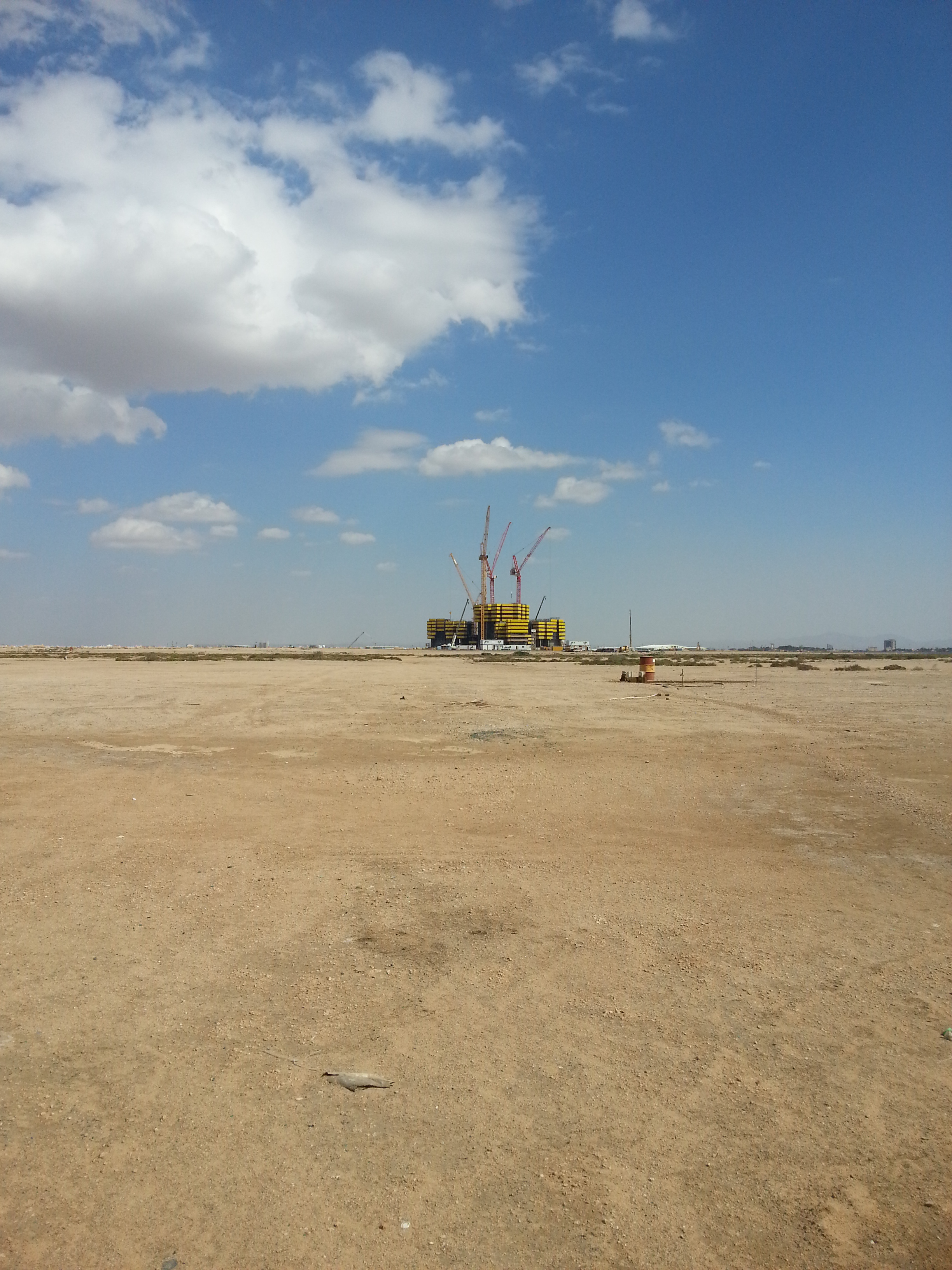
2015년 1월 10일 (멀리서 찍은 사진)
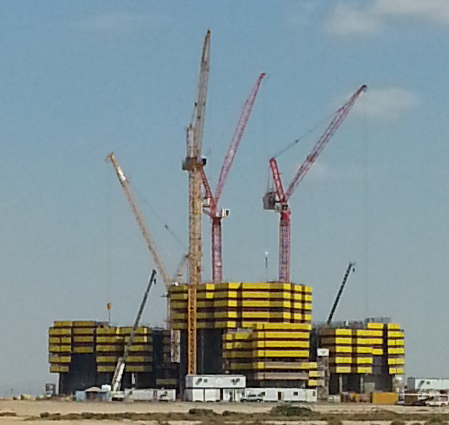
2015년 1월 10일 (12층 돌파)
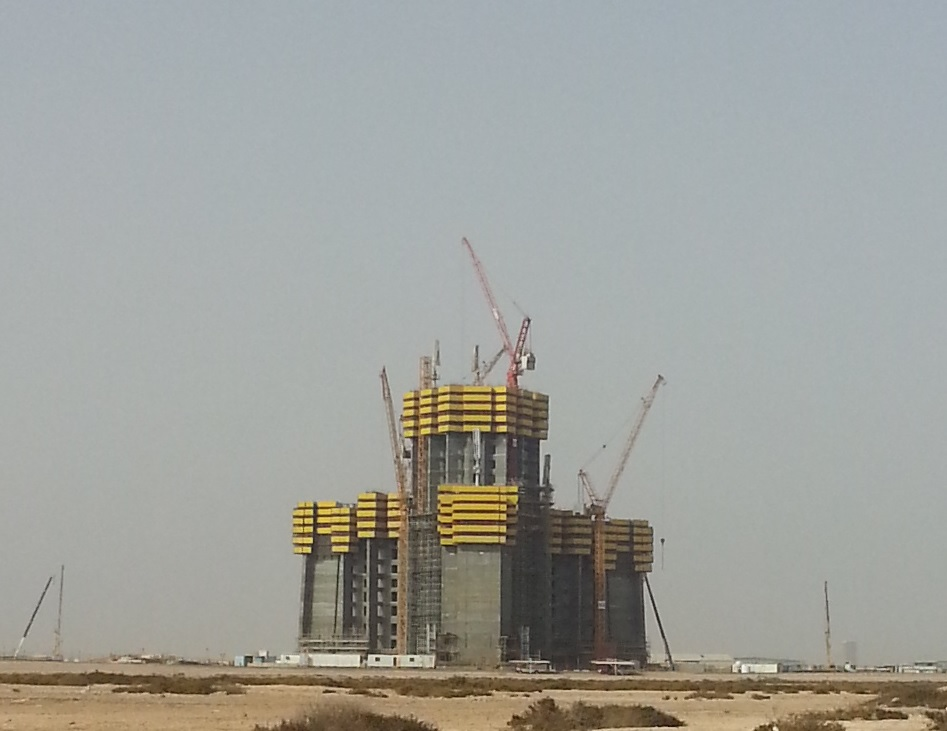
2015년 6월 7일 (23층 돌파 1)
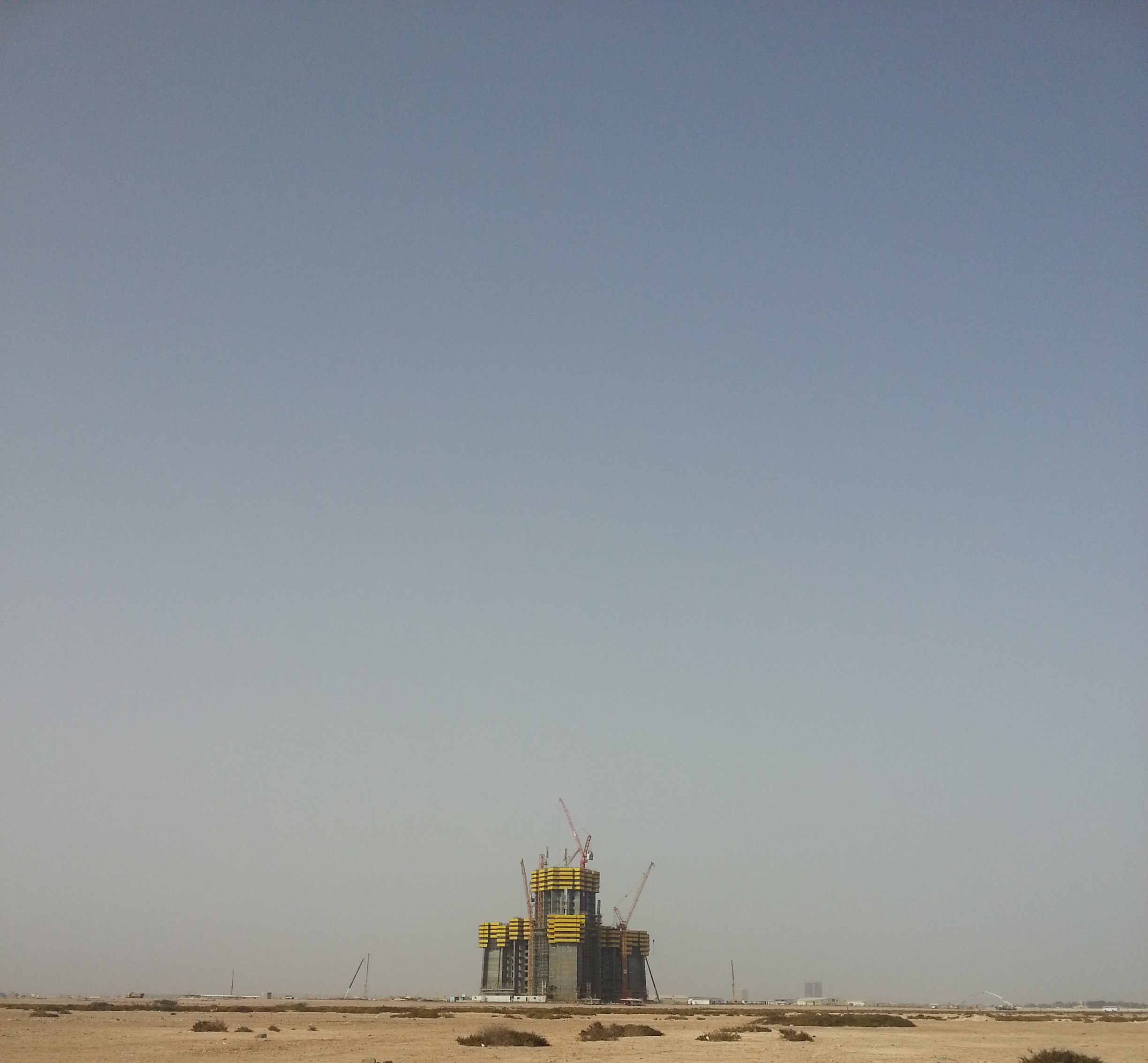
2015년 6월 7일 (23층 돌파 2)
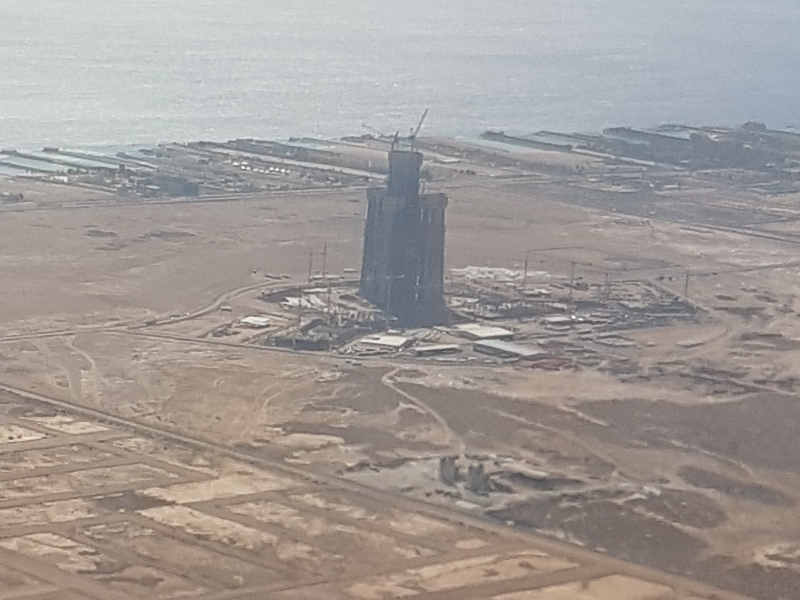
2016년 4월 14일 (멀리서 찍은 사진)
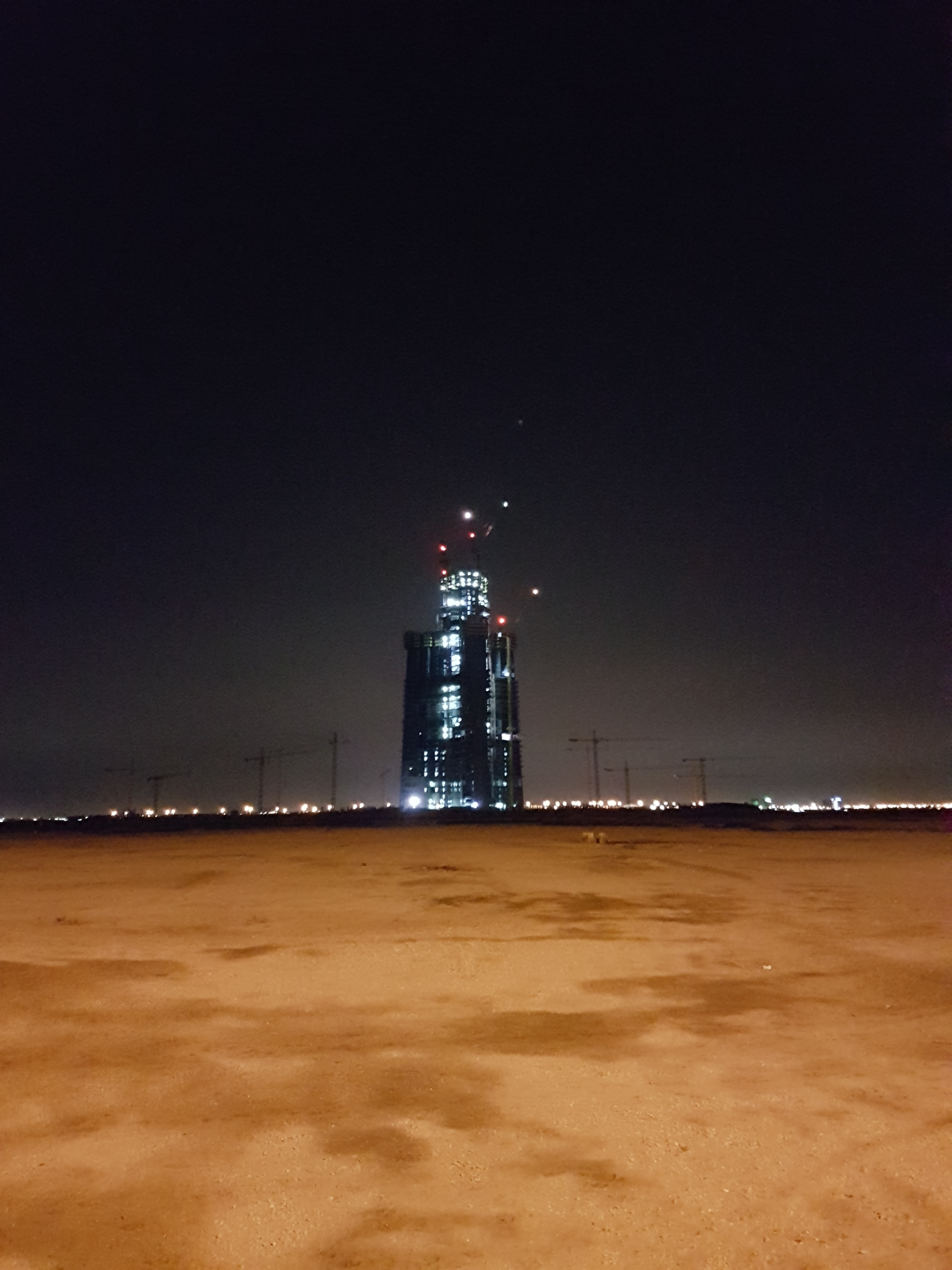
2016년 7월 7일 (44층의 야경) (42+2)
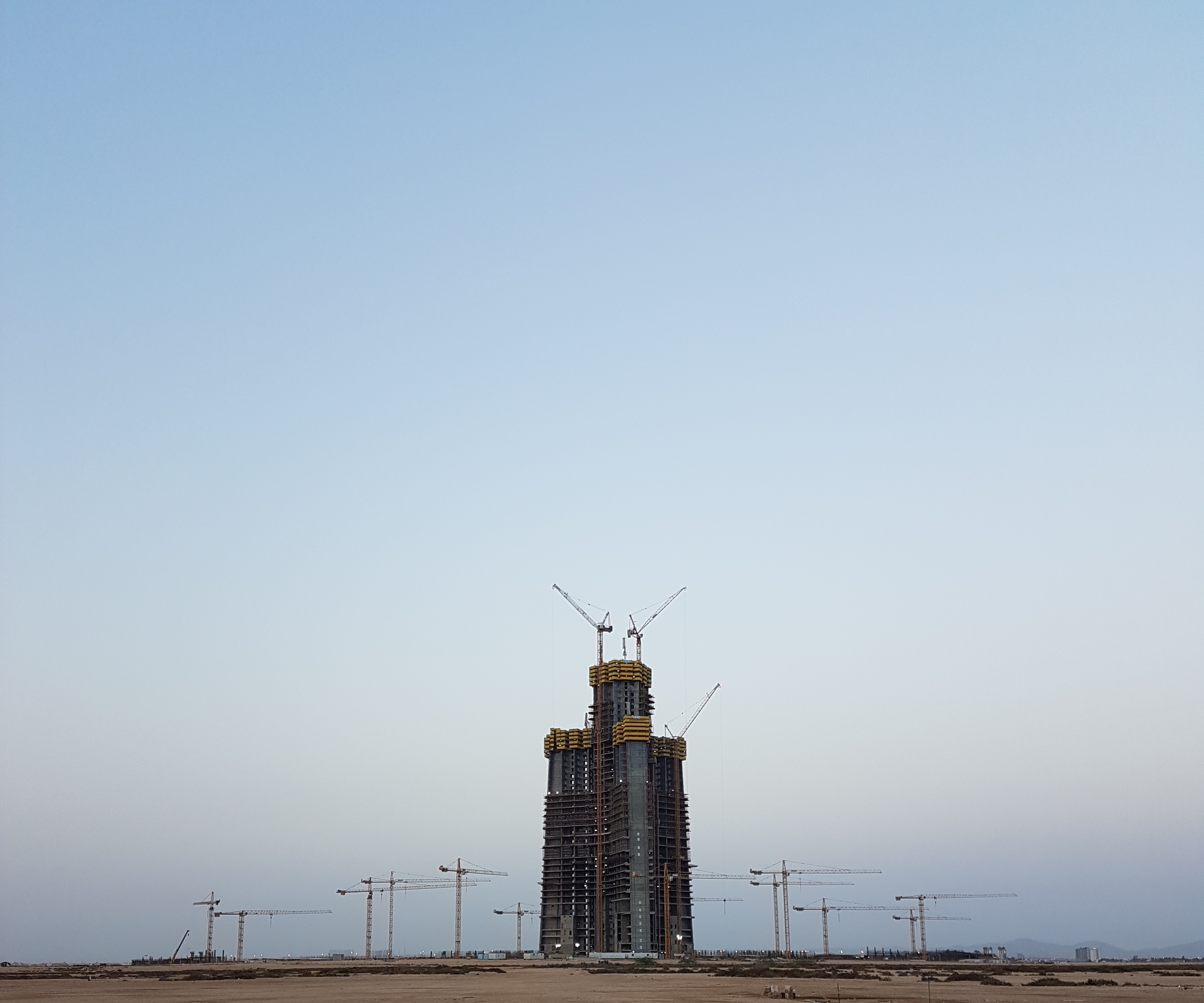
2016년 7월 13일 (멀리서 찍은 사진)
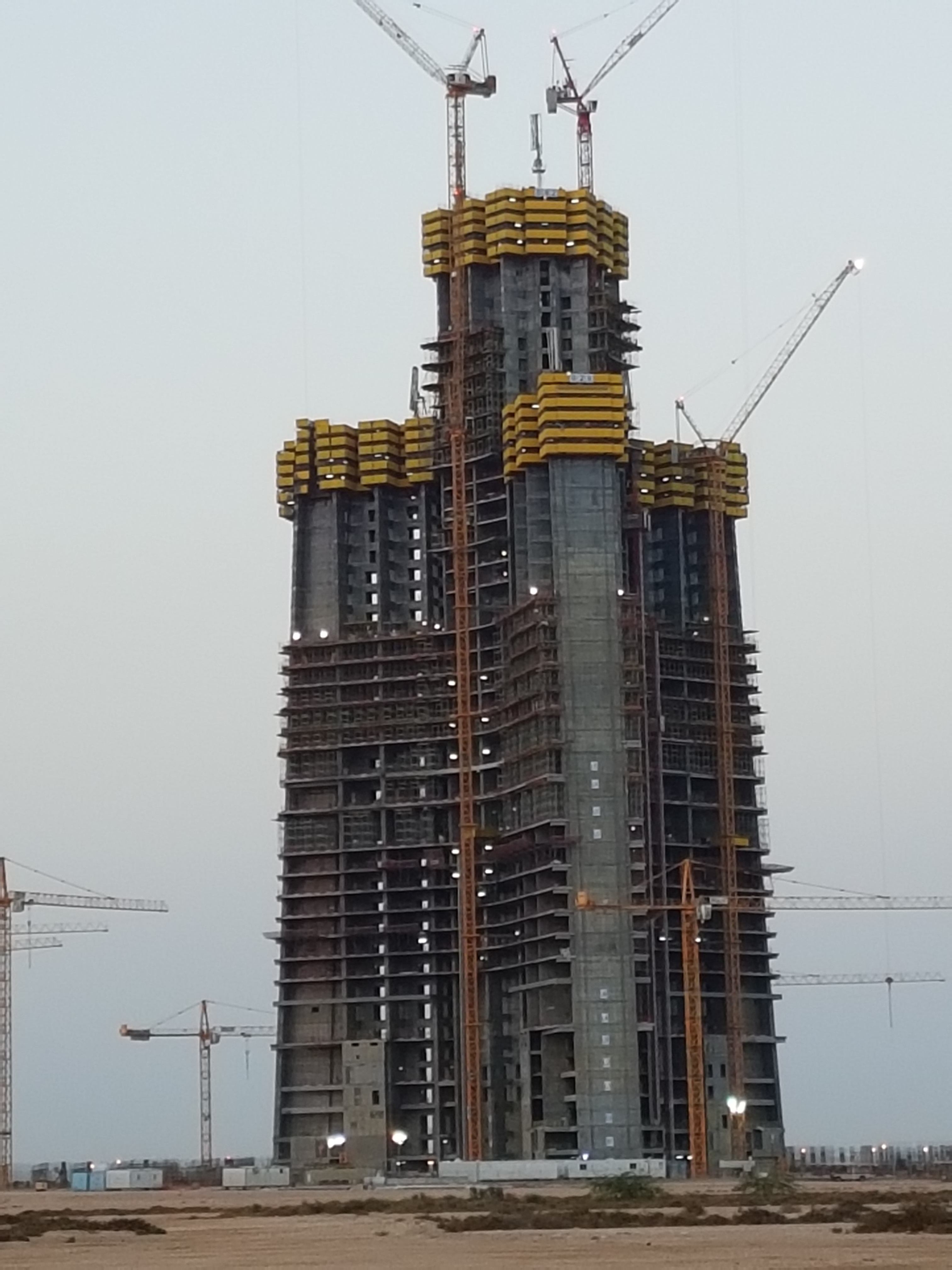
2016년 7월 13일
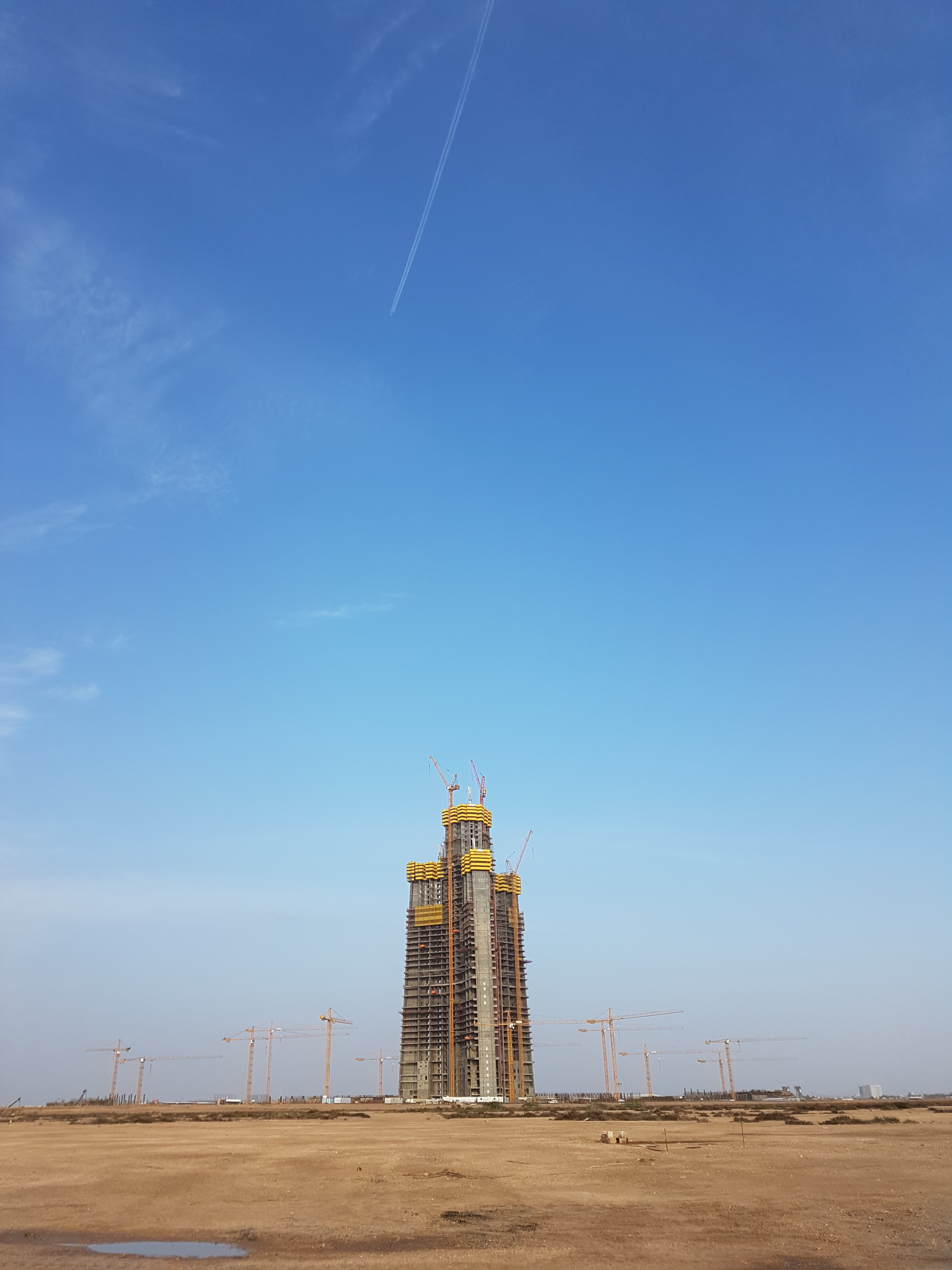
2016년 12월 2일 (47층) (45+2)
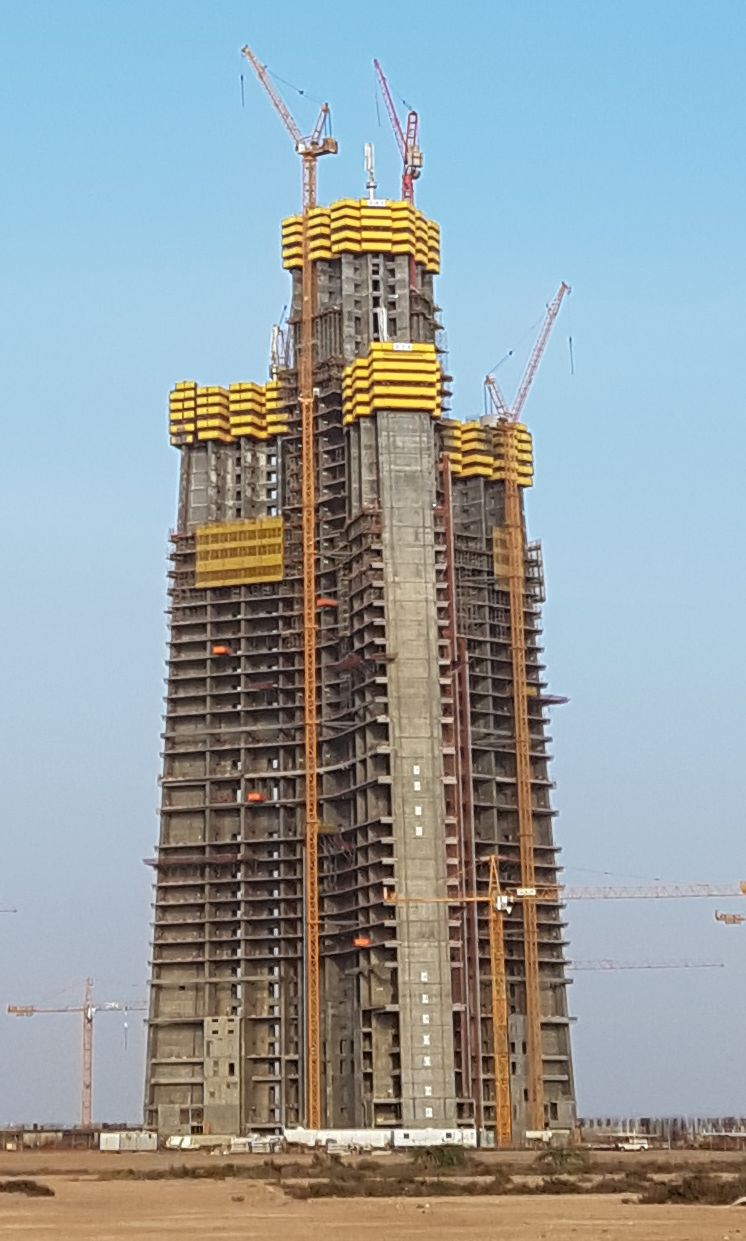
2016년 12월 2일 (47층) (45+2)
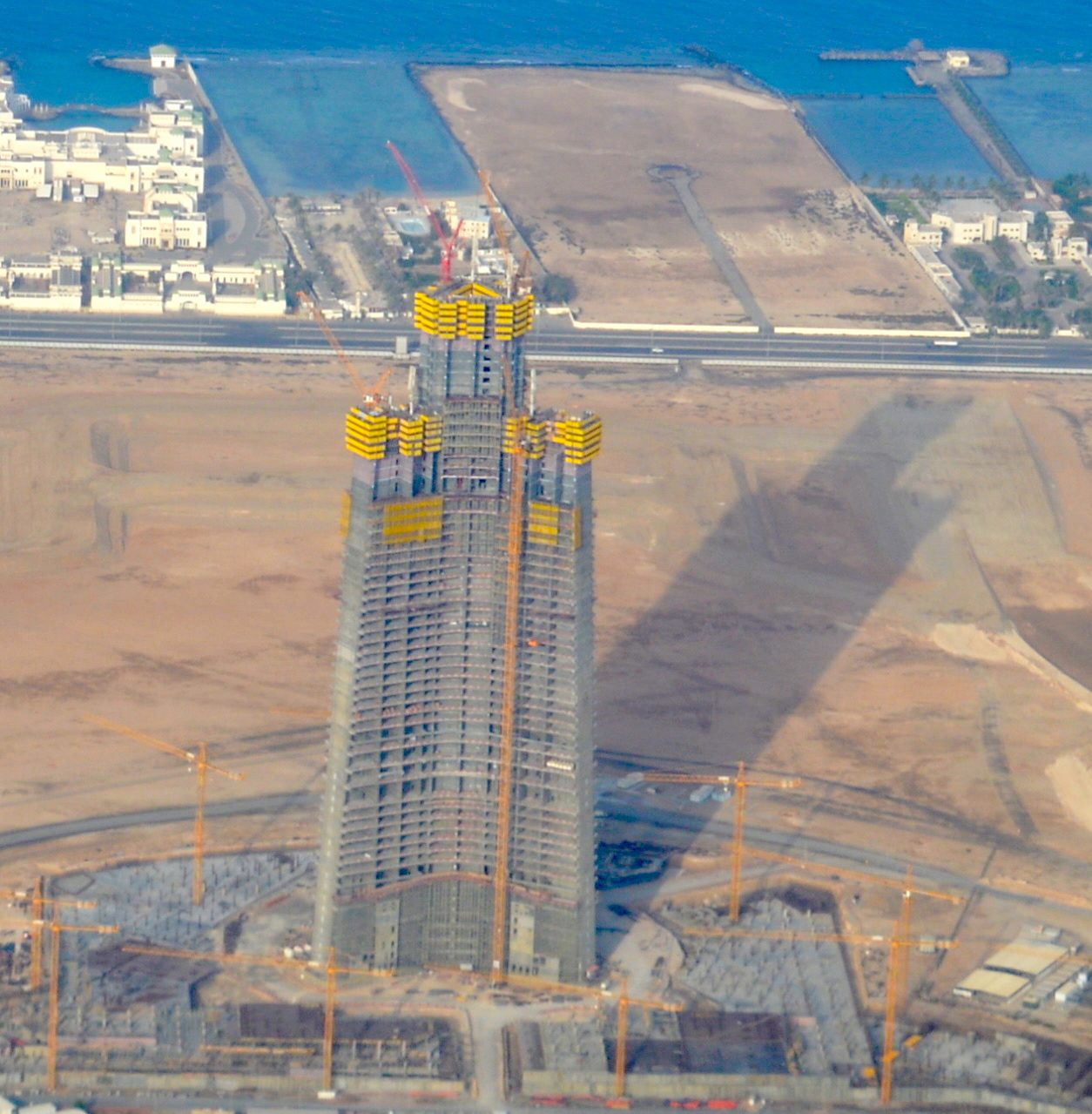
2017년 6월 2일
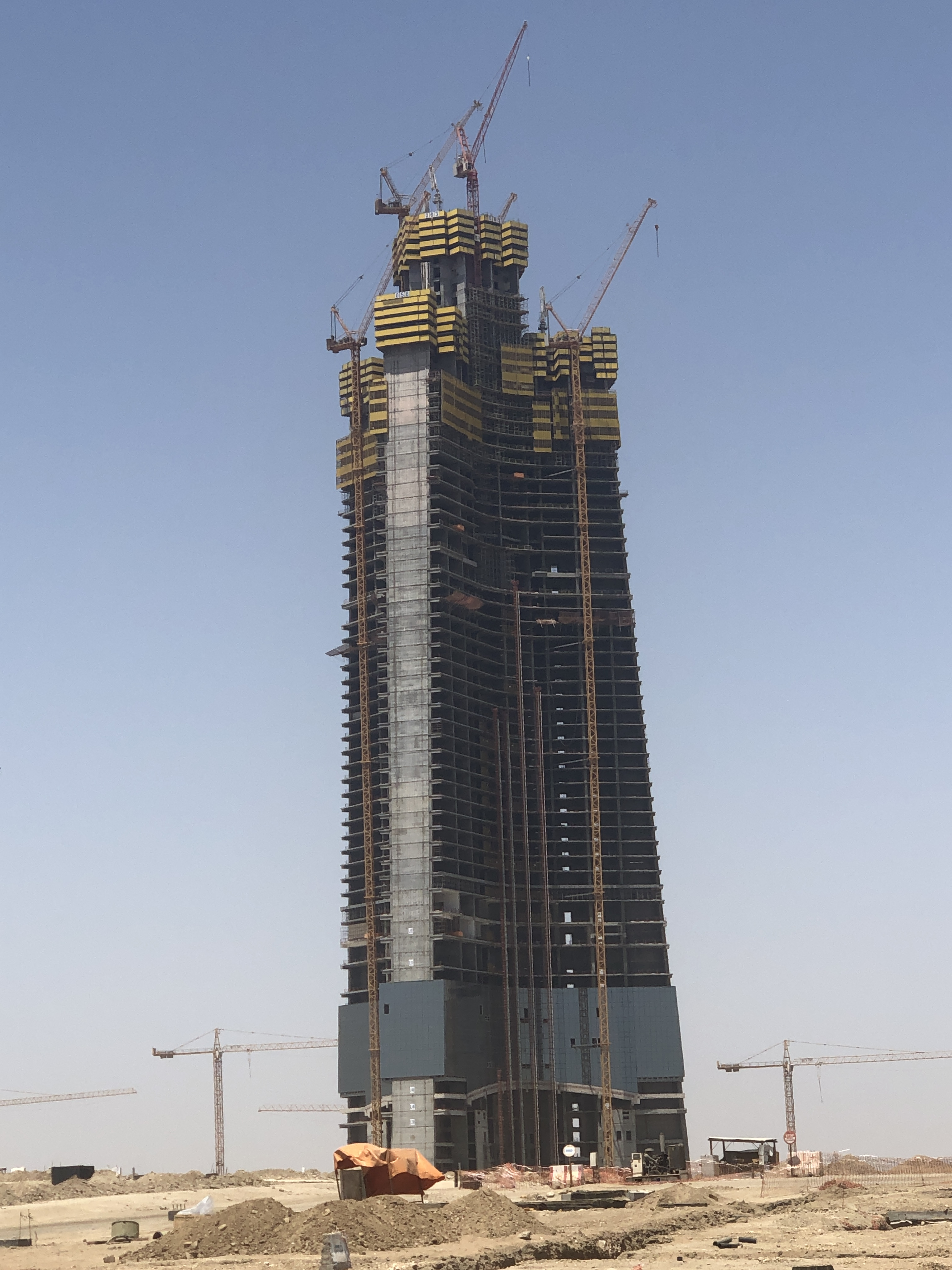
2019년 8월 16일
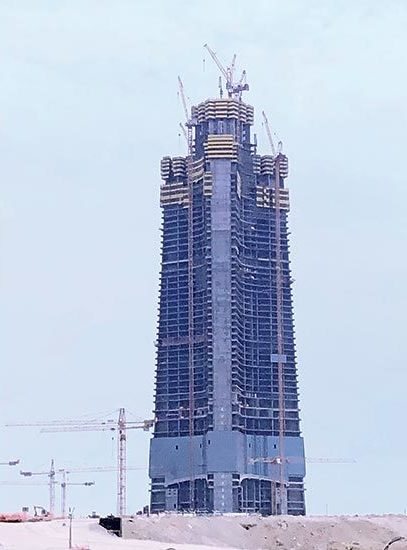
2019년 11월 10일 (68층) (66+2) (266m)

## 같이 보기
- 마천루 목록
- 사우디아라비아의 마천루 목록
- 알베이트 타워 (현재 사우디아라비아 최고층 빌딩)
- 100층 이상의 마천루 목록